# Kevin De Mesmaeker
Pour les articles homonymes, voir De Mesmaeker.
Kevin De Mesmaeker, né le 24 juillet 1991 à Wetteren, est un coureur cycliste belge, professionnel de 2013 à 2016.

## Biographie
Diagnostiqué diabétique à l'âge de vingt ans, il rejoint l'équipe Novo Nordisk en 2013. Lors de cette saison, il engrange de l'expérience en participant à de grandes courses comme le Tour de Turquie, le Tour du Danemark ou le Tour de Bavière.
L'année suivante, fort d'une année d'expérience chez les professionnels, il obtient son meilleur résultat lors de la 4e étape du Tour de Californie en finissant troisième après une échappée de plus de cent kilomètres.
Il met un terme à sa carrière à l'issue de la saison 2016, en raison d'une maladie métabolique qui lui provoque des problèmes de digestion.

## Palmarès et classements mondiaux

### Palmarès sur route
Kevin De Mesmaeker ne compte aucune victoire.

### Classements mondiaux
| Année            | 2014 |
| ---------------- | ---- |
| UCI America Tour | 285e |